# Al-Okhdood Club
Al-Okhdood Club (en árabe: نادي الأخدود‎), también  conocido como Al-Akhdoud, es un equipo de fútbol de Arabia Saudita con sede en Najran, en la región sur de Arabia Saudita. Fundado en 1976, el club compite en la Liga Profesional Saudí, el primer nivel del fútbol saudí. El club ganó la Segunda División Saudí tercera división de Arabia Saudita dos veces en 1992 y la más reciente en 2021. Además del fútbol, el club también consta de varios otros departamentos, incluido el kárate, balonmano, taekwondo, voleibol, waterpolo, baloncesto y ciclismo. El nombre del club alude a la People of the Ditch mencionada en el Corán.

## Historia
El club fue fundado en 1976.
El 15 de mayo de 2023, Al-Okhdood aseguró el ascenso a la Liga Profesional Saudí por primera vez en la historia a partir de la próxima temporada después de que Al-Faisaly empató contra Jeddah Club 2-2 y se convirtió en el club número 37 en el nivel superior de Arabia Saudita.

## Palmarés
- Segunda División Saudí: 2

1991/92 y 2020-21
- Tercera División Saudí: 2

2003/04 y 2017/18

## Jugadores

### Plantilla
- Actualizado al 08 de Septiembre de 2024